# 東尼·畢夏普
小東尼·卡爾·畢夏普（英語：Tony Cal Bishop Jr.，1989年7月16日—）為巴拿馬裔美國男子籃球運動員，場上主打小前鋒與大前鋒位置。

## 職業生涯
畢夏普於2011年NBA選秀落選。2011年9月16日，他與丹麥籃球聯賽奧爾堡維京人簽下一年合約。
2012年9月4日，畢夏普與立陶宛籃球聯賽內韋日斯簽下一年合約。
2013年11月1日，畢夏普在2013年NBA發展聯盟選秀中於第二輪第15順位被里奧格蘭德山谷毒蛇選中。2014年11月2日，他與毒蛇隊完成續約。
2022年9月30日，畢夏普加盟T1聯盟臺中葳格太陽，球隊取中文名為「陛下」。11月畢夏普總計出賽6場，場均繳出22分、11.5籃板、4.3助攻、2抄截的表現，獲選T1聯盟2022-23賽季11月最佳外援。
2023年1月13日，臺中太陽宣布合約原定至1月15日結束，但經過溝通討論達成共識提前結束合約關係。

## 國家隊生涯
畢夏普代表巴拿馬國家男子籃球隊參賽，他參與了2016年中美洲和加勒比男子籃球錦標賽、2017年美洲盃籃球賽、2019年世界盃籃球賽美洲區資格賽和2022年美洲盃籃球賽資格賽。

## 外部連結
- 東尼·畢夏普的Instagram帳戶
- 東尼·畢夏普在fiba.basketball（英语）
- 東尼·畢夏普在archive.fiba.com（存檔）（英语）
- 東尼·畢夏普在NBA G聯盟官網（英语）
- 東尼·畢夏普在B.LEAGUE官網（日语）
- 東尼·畢夏普在Basketball-Reference.com（NBA G聯盟）（英语）
- 東尼·畢夏普在Sports-Reference.com（NCAA）（英语）
- 東尼·畢夏普在Eurobasket.com（球員）（英语）
- 東尼·畢夏普在Proballers（英语）
- 東尼·畢夏普在RealGM（英语）